# Andrés Rodríguez
Andrés Rodríguez Pedotti (ur. 19 czerwca 1923 w San Salvador, zm. 21 kwietnia 1997 w Nowym Jorku) – prezydent Paragwaju, generał armii.

## Życiorys
Był bliskim współpracownikiem i przyjacielem Alfredo Stroessnera, pełniąc w jego reżimie funkcję „człowieka numer dwa”. Dzięki małżeństwu córki Stroessnera z synem Rodrigueza obaj stali się nawet spowinowaceni. Uczestniczył w przemycie i handlu narkotykami w trakcie rządów dyktatora. 
3 lutego 1989 zorganizował pucz przeciwko Stroessnerowi, obalając go i zastępując na stanowisku prezydenta. Był nim z ramienia Partii Colorado od 3 lutego 1989 do 15 sierpnia 1993 (do 1 maja 1989 sprawował urząd tymczasowo). Doprowadził do stopniowej demokratyzacji ustroju państwa. Zniósł karę śmierci, odwołał stan wyjątkowy, zalegalizował partie polityczne. W maju 1989 wygrał wybory prezydenckie, zdobywając bez żadnych fałszerstw stosowanych przez poprzednika 77% głosów. Prowadził liberalną politykę gospodarczą. 
W 1993 przekazał władzę swojemu przyjacielowi, wybranemu w wyborach prezydenckich Juanowi Carlosowi Wasmosemu Montiemu. Zmarł na raka w Nowym Jorku.